# Zeche Amalie
Die Zeche Amalie war ein Steinkohlen-Bergwerk im Essener Stadtteil Nordviertel. Das Schachtgerüst des Schachts Amalie und die Schachthalle wurden 2021 unter Denkmalschutz gestellt.

## Geschichte
Die Zeche ist als Anschlussanlage der Zeche Vereinigte Sälzer & Neuack angelegt worden.
Nachdem bereits 1842 durch die Gewerkschaft Ver. Sälzer & Neuack im Grubenfeld Amalie ein kleiner seigerer Schacht in Betrieb genommen worden war, wurde weiterhin die Erschließung dieses Anschlussfeldes durch eine eigenständige Förderschachtanlage beschlossen. 1849 wurde die Gewerkschaft Amalie gegründet, an der die Gewerkschaft Ver. Sälzer & Neuack die Kuxenmehrheit hatte.
1850 bis 1854 wurde in Bergeborbeck an der Pferdebahnstraße der Schacht Amalie 1 niedergebracht. Dieser Schacht wurde sofort als Förderschacht ausgebaut, und mit einem Malakowturm ausgestattet. 1853 war "Helene Amalie" (neben Zeche Victoria Mathias) eine der beiden ersten Ruhrzechen, auf denen planmäßig Grubenpferde zum Untertage-Transport eingesetzt wurden. Der alte Schacht Amalia, der auf halber Strecke zwischen Schacht Amalie 1 und dem Schacht Huyssen der Zeche Vereinigte Sälzer & Neuack lag, wurde als Wettergesenk ohne Fördereinrichtung der Zeche Amalie zugeschlagen.
1868 stockte die Gewerkschaft Amalie das Kapital auf, um durch einen weiteren Förderschacht das Ostfeld im Bereich von Altenessen zu erschließen. 1870 wurde als separate Förderanlage an der Twentmannstraße der Schacht Helene niedergebracht. Die Gewerkschaft änderte den Namen in Gewerkschaft Vereinigte Helene & Amalie und fungierte als gemeinsame Betreibergesellschaft. Beide Zechen wurden aber als eigenständige Betriebsanlagen geführt. 1871 wurde neben Schacht Amalie eine Kokerei in Betrieb genommen.
1895 trat die Gewerkschaft Ver. Helene & Amalie dem Rheinisch-Westfälischen Kohlensyndikat (RWKS) bei. Die beiden Zechen wurden fortan als gemeinsame Betriebsanlage geführt und ausgebaut. Schacht Amalie erhielt ein eingezogenes Fördergerüst auf den Schachtturm aufgesetzt. 1902 bis 1906 wurde neben Schacht Amalie der Schacht Marie abgeteuft, der als eigenständiger Förder- und Seilfahrtschacht diente. 1910 wurde auf Schacht Amalie/Marie zusätzlich eine Brikettfabrik für Esskohlen-Briketts errichtet.

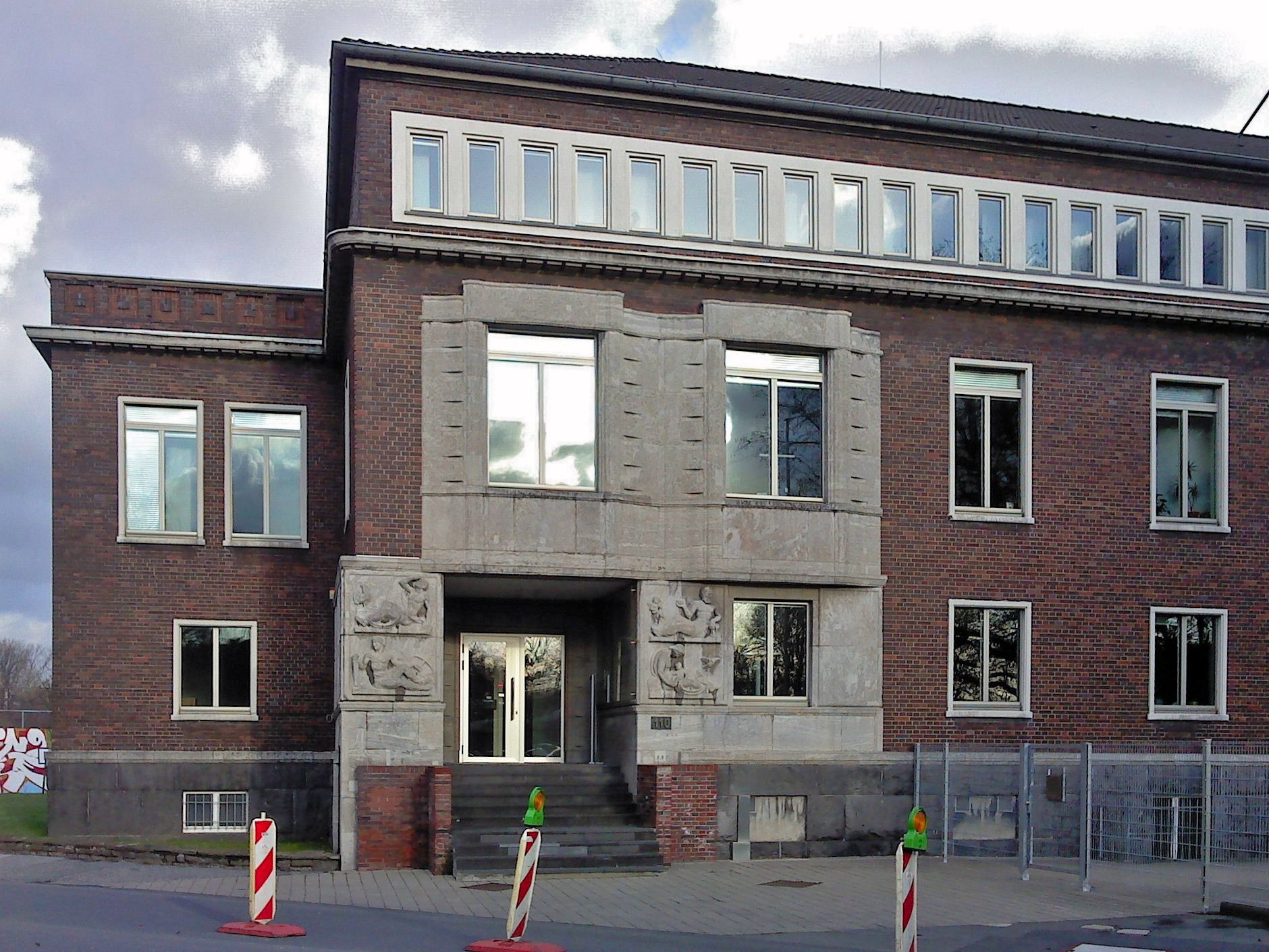
Ehem. Verwaltungsgebäude der Zeche Amalie

Etwa 1914 bis 1915 wurde das Verwaltungsgebäude nach Plänen des Architekten Edmund Körner an der Helenenstraße 110 erbaut. Wegen schwerer Kriegsschäden trägt das wiederaufgebaute Gebäude heute nur noch am Eingangsbereich die ursprünglich künstlerische Gestaltung des Architekten. Im Zuge der Unterdenkmalstellung des Schachtgerüstes und der Schachthalle 2021 wurde das Verwaltungsgebäude als Erhaltenswerte Bausubstanz eingestuft.
1919 wurde das kleine Wettergesenk Schacht Amalia abgeworfen (aufgegeben). 1921 wurde ein Interessenvertrag zwischen der Gewerkschaft Ver. Helene & Amalie und der Friedrich Krupp AG getroffen. Die Zeche Ver. Helene & Amalie förderte in diesen Jahren 950.000 Tonnen Kohle jährlich bei 4.900 Beschäftigten. Von 1922 bis 1926 wurde zwischen der Schachtanlage Amalie und der Zeche Helene noch ein kleiner Wetterschacht namens Barbara abgeteuft. Dieser wurde mit einer kleinen Fördereinrichtung ausgestattet.
1927 wurde die Zeche komplett in den Krupp-Konzern integriert. Zusammen mit der Zeche Vereinigte Sälzer & Neuack wurde die Friedrich Krupp AG Bergwerke Essen gebildet. Es wurde eine Konzentration und Neuausrichtung der Förderstrategie vorgenommen. Nachdem entschieden worden war, dass die Anlagen in Förderung gehalten werden und keine Stilllegung von Förderkapazitäten erfolgen sollten, wurde Schacht Amalie 1929 zunächst verfüllt und dann neu abgeteuft. 1934 wurde über dem Schacht ein neues vollwandiges Fördergerüst errichtet. Im Anschluss folgte die Abtrennung der Zeche Helene, die fortan als eigenständige Förderanlage geführt wurde.
Schacht Amalie/Marie, Schacht Barbara, sowie die Schachtanlage Huyssen/Schmits der Zeche Vereinigte Sälzer & Neuack wurden zum neuen Verbundbergwerk Sälzer-Amalie zusammengefasst und fortbetrieben.

## Heutiger Zustand
Nach Stilllegung der Zeche Sälzer-Amalie 1966 wurde die Schachtanlage Barbara verfüllt und abgebrochen. Schacht Amalie und Marie bleiben als Wasserhaltungsschächte offen für die umliegenden Zechen. Das Fördergerüst Schacht Marie wurde 1982 durch eine kleine Hilfsförderung ersetzt.
Anfang 2008 wurde das Kraftwerk abgerissen, um im Rahmen des städtebaulichen Projektes Krupp-Gürtel Platz für die Bauarbeiten zu schaffen. Am 17. Mai 2008 wurde der 126 Meter hohe Schornstein niedergelegt.